# Rick Aviles
Rick Aviles (né le 14 octobre 1952 à Manhattan et mort le 17 mars 1995  à Los Angeles) est un acteur et humoriste américain, connu notamment pour avoir interprété le rôle de Willie Lopez dans Ghost (1990).

## Biographie
Dans les années 1970 et au début des années 1980, Rick Aviles se produit comme humoriste dans des One-man-show au Greenwich Village, l'un des hauts lieux de la nuit à New York.
En 1981, il commence une carrière au cinéma en interprétant le rôle de Mad Dog dans L'Équipée du Cannonball de Hal Needham. Il obtient ensuite des petits rôles dans une quarantaine d'autres films, comme, par exemple, celui d'un homme d'entretien dans le film Le Secret de mon succès d'Herbert Ross, en 1987.
La même année, il est invité dans l' émission It's Showtime at the Apollo et le fut encore dans cette même émission jusqu'en 1991.
En 1990, il décroche le rôle le plus connu de sa filmographie en interprétant Willie Lopez, le tueur de Sam Wheat, dans Ghost de Jerry Zucker. Le film eut un gros succès au box office et a obtenu plusieurs nominations aux Oscars. Cela a permis de lancer sa carrière.
Il a également joué dans Le film de Jim Jarmusch Mystery Train (1989) dans lequel il joue Will Robinson. On le retrouve ensuite dans le film de Francis Ford Coppola Le Parrain 3 (1990) dans lequel  il joue l'homme masqué # 1 ; il joue aussi dans le film de Brian De Palma L'Impasse (1993) dans lequel il joue Quisqueya et enfin  Waterworld de Kevin Reynolds, son dernier film, dans lequel il joue Gatesman.
Il meurt du sida qu'il a contracté en raison de sa dépendance à l'héroïne, le 17 mars 1995 à Los Angeles, à l'âge de 42 ans.

## Filmographie

### Cinéma
- 1981 : L'Équipée du Cannonball de Hal Needham : Mad Dog
- 1984 : Billions for Borris d'Alexander Grasshoff : Hector
- 1987 : La Rue (Street Smart) de Jerry Schatzberg : Solo
- 1987 : Le Secret de mon succès d'Herbert Ross : l' homme d'entretien
- 1988 : Mondo New York de Harvey Nikolai Keith : le comique dans le parc
- 1988 : Spike of Bensonhurst de Paul Morrissey : Bandana
- 1989 : Mystery Train de Jim Jarmusch : Will Robinson
- 1989 : Identity Crisis (en) de Melvin Van Peebles : El Toro
- 1990 : Ghost de Jerry Zucker : Willie Lopez
- 1990 : Le Parrain 3 de Francis Ford Coppola :  homme masqué # 1
- 1993 : The Saint of Fort Washington de Tim Hunter : Rosario
- 1993 : L'Impasse (Carlito's Way) de Brian De Palma : Quisqueya
- 1995 : Waterworld de Kevin Reynolds : Gatesman
- 1996 : Bienvenue chez Joe de John Payson (voix d'un cafard)

### Télévision
- 1994 : Le Fléau (The stand) (mini-série) de Mick Garris : L'homme à face de rat (3 épisodes)